# Сафедбулан
Сафедбулан (кирг. Сафедбулан) — село в Ала-Букинском районе Джалал-Абадской области Кыргызстана. Входит в состав Ак-Коргонского айылного аймака.

## География
Село расположено в юго-западной части области, на правом берегу реки Падыша-Ата, вблизи государственной границы с Узбекистаном, на расстоянии приблизительно 11 километров (по прямой) к востоко-северо-востоку от села Ала-Бука, административного центра района. Абсолютная высота — 1240 метров над уровнем моря.

## История
До 19 марта 2004 года село носило название Гулистан.

## Население
Согласно оценочным данным Национального статистического комитета Кыргызской Республики, численность населения села на начало 2023 года составляла 7032 человека.
| год     | 2009 | 2014 | 2015 | 2020 | 2021 | 2023 |
| ------- | ---- | ---- | ---- | ---- | ---- | ---- |
| человек | 5102 | 5584 | 5575 | 6297 | 6707 | 7032 |